# Need to Believe (альбом)
Need to Believe — девятый студийный альбом швейцарской рок-группы Gotthard, релиз которого состоялся 4 сентября 2009 года.
Продюсером Need to Believe стал канадец Richard Chycki, известный по работе с такими музыкантами, как Aerosmith, Mick Jagger, Def Leppard, Rush, Pink.
Вокалист Стив Ли сказал по поводу названия диска:
«Мы хотим взбодрить и поддержать, особенно в эти времена, полные различных кризисов, когда так важно верить во что-то. Есть прекрасное выражение о том, что ‘воля может сдвинуть горы‘. Если вы мыслите позитивно и никогда не сдаётесь, то, в конце концов, именно вы будете победителем. Это именно то, во что GOTTHARD всегда верит. <…> Обложка выражает то, что всегда было философией Gotthard. Веря в себя можно сделать Вещи, которые казалось бы сделать невозможно, как например, выжать воду из камня.»
С песней «Unconditional Faith» Gotthard также вносят свою лепту в фильм о бокс-легенде Максе Шмелинге (режиссёр Uwe Boll), который выйдет в прокат в апреле следующего года.

## Список композиций
1. Shangri-la 4:06
2. Unspoken Words 4:16
3. Need To Believe 3:57
4. Unconditional Faith 3:36
5. I Don‘t Mind 3:14
6. Break Away 3:59
7. Don‘t Let Me Down 4:16
8. Right From Wrong 3:42
9. I Know, You Know 5:17
10. Rebel Soul 3:26
11. Tears To Cry 4:21

Бонус-треки
- Ain‘t Enough (digi bonustrack)
- Speed Of Light (japan bonustrack)

## Участники записи
- Steve Lee — вокал
- Leo Leoni — гитара, бэк-вокал
- Freddy Scherer — гитара, бэк-вокал
- Marc Lynn — бас-гитара
- Hena Habegger — ударная установка
  - Nicolo Fragile — клавишные